# Filipinska konoplja
Filipinska konoplja (abaka, lat. Musa textilis) biljna vrsta iz porodice bananovki, nije u nikakvom srodstvu s konopljom (Cannabis) koja pripada porodici konopljovke. Vlakna filipinske konoplje najčvršća su biljna vlakna otporna na vodu, i koriste se za izradu konopaca
Autohtonaa je na Filipinima a uvezena je i na Nikobare, Mjanmar, južnu Kinu, Andamane, Borneo, Trinidad i Tobago i Kostariku.
- Vlakna
- Biljka
- cvijet

## Vanjske poveznice
|  | Zajednički poslužitelj ima još gradiva o temi Musa textilis |
|  | Wikivrste imaju podatke o taksonu Musa textilis             |